# Morte de Iuri Gagarin
No dia 27 de março de 1968, Iuri Gagarin, o primeiro homem no espaço, faleceu ao lado do piloto Vladimir Seryogin, durante um voo de treino rotineiro, depois que o MiG-15 que eles pilotavam caiu perto de Novosyolovo, Kirjatch, Oblast de Vladimir, União Soviética.
Após sua morte, o governo Soviético declarou um período de luto nacional em memória de Gagarin. Foi o primeiro caso na história soviética onde um dia de luto nacional foi declarado após o falecimento de uma pessoa enquanto ela realizava um serviço para o Estado e foi a primeira vez que isso aconteceu para alguém que não era um Chefe de Estado.
As 21:15 do dia seguinte, os restos de Gagarin e Vladimor Seregin foram cremados. Suas cinzas foram enterradas na Necrópole da Muralha do Kremlin.
Encoberta por segredos, a causa do acidente que matou Gagarin continua incerta e se tornou parte de várias teorias. Pelo menos três investigações foram realizadas de forma separada pela Força Aérea comissões governamentais e a KGB. De acordo com a biografia Starman: The Truth Behind the Legend of Yuri Gagarin, escrita por Jamie Doran e Piers Bizony, a KGB não só trabalhou "ao lado da Força Aérea e da comissão governamental, mas contra eles."

## A aeronave
A aeronave de treino MiG-15UTI no. 612739, que (de acordo com o diário de Kamanin) esteve envolvida no acidente, foi fabricada no dia 19 de março de 1956 na fábrica Aero Vodochody, na Checoslováquia. Após entrar em serviço ela foi reparada em duas ocasiões (13 de julho de 1962 e 30 de março de 1967). Seu motor, RD-45FA no. 84445A, foi produzido no dia 25 de dezembro de 1954 e foi reparado quatro vezes (1957, 1959, 1964 e 1867) após realizadas 100 horas de voo cada vez. Após o último reparo, o motor funcionou por 66 horas e 51 minutos.

## Acidente

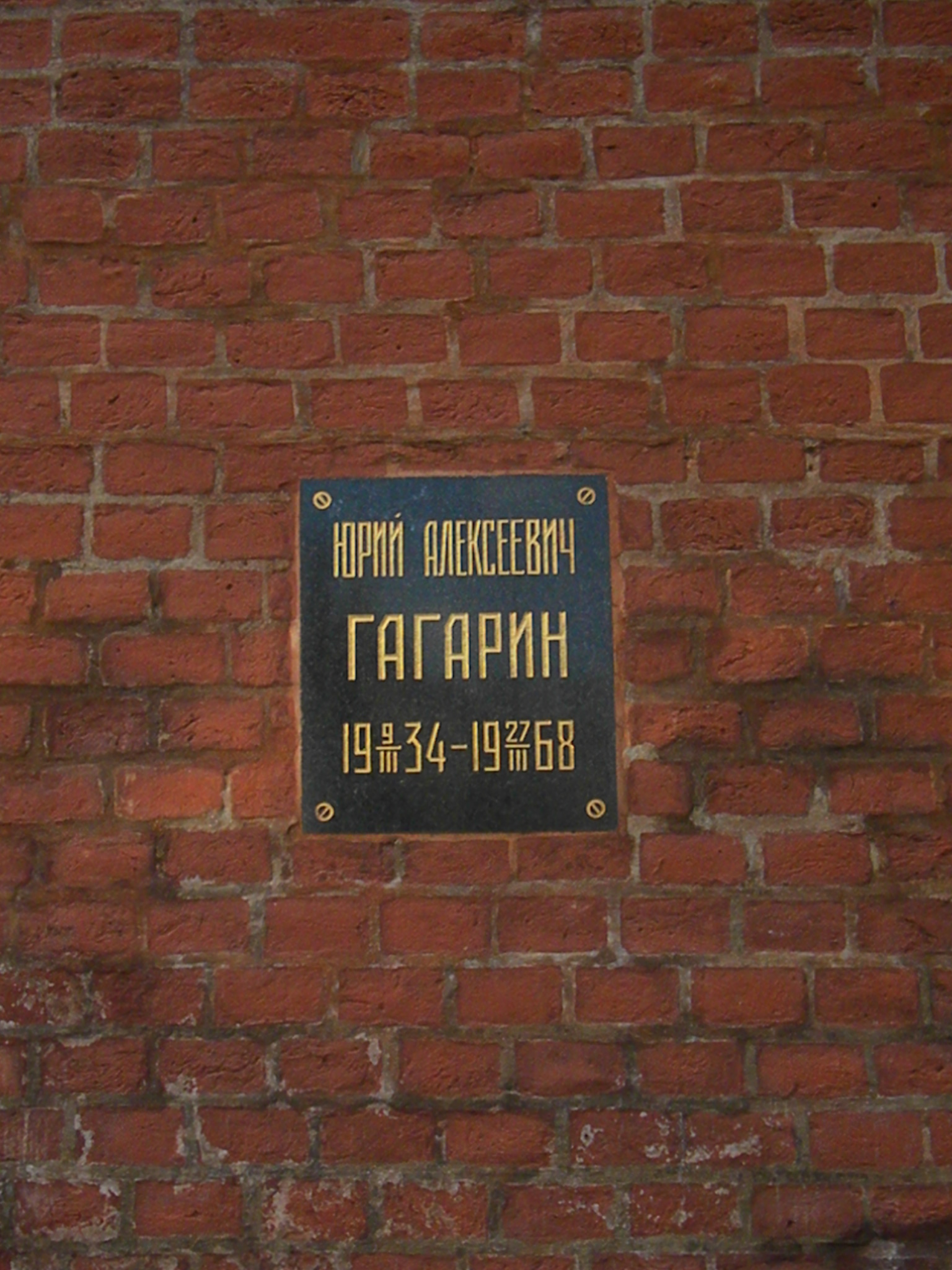
Placa indicando o lugar onde as cinzas do Gagarin foram depositadas

Após publicar sua tese na academia de engenharia da Força Aérea Soviética e após uma ausência longa dos voos, Iuri Gagarin começou seu treino durante o verão, onde alguns ocorreram usando a aeronave MiG-15UTI. Entre os dias 13 e 22 de março de 1968, ele realizou 18 voos, num total de 7 horas no ar. Antes de receber a permissão de realizar voos solo, ele tinha de realizar outros dois voos controlados ao lado do piloto, coronel e Herói da União Soviética, Vladimir Seryogin.
As 10:18 da manhã de 27 de março de 1968, Gagarin e Seryogin decolaram do aeroporto Chkalovskiy em Shchyolkovo, uma habitação próxima de Moscou. Durante a hora da decolagem a visibilidade era normal, mas a altura inferior da cobertura das nuvens era de 600 metros acima da superfície de inverno. Seus deveres não deveriam durar mais que 20 minutos,[carece de fontes?] mas as 10:27, 8 minutos após começar, Gagarin anunciou que havia terminado a missão. Ele pediu permissão para retornar para a base e recebeu-a as 10:29. Depois disso, as 10:30, Hora de Moscou, o contato foi perdido.
Quando foi claro que a aeronave havia ficado sem combustível, uma missão de busca foi iniciada, tendo durado mais que 3 horas. As 14:50 um dos helicópteros observou os detritos da aeronave a aproximadamente 65 quilômetros do aeroporto, perto de Novosyolovo, a 18 quilômetros de Kirzhacha no Oblast de Vladimir. Na manhã seguinte os membros da comissão começaram a buscar pelos detritos da aeronave. Partes dos restos mortais dos pilotos foram encontradas e reconhecidas por parentes e colegas. No lugar do impacto, vários objetos foram encontrados, tais como itens pessoais dos pilotos, um livro de bolso com regras de navegação de fotos de Sergei Korolev. No galho de uma árvore a jaqueta do Gagarin com alguns cupons de alimentação foi encontrada. Devido a forma como os ossos das mãos de Gagarin se quebraram, os investigadores concluíram que ele não havia largado as mãos do joystick durante a queda.

## Causas do acidente

### Motivo oficial
O comitê governamental sobre a investigação das causas do acidente consistiu de três subcomitês. Cada um deles recebeu uma tarefa diferente:
- O relacionado com o voo foi criado para pesquisas a preparação do equipamento de voo, sua configuração e confirmações dos voos do dia 27 de março;[18]
- O subcomitê dos mecânicos foi criado para investigar as partes materiais da aeronave;
- O subcomitê médico tinha de avaliar a situação dos pilotos durante o voo e identificar os restos mortais.

O relatório final de 29 volumes foi classificado e os detalhes somente se tornaram públicos devido a entrevistas de seus membros. As causas e condições do acidente continuam desconhecidas.
A análise da marca do relógio da cabine e das mãos do Gagarin provaram que o desastre ocorreu as 10:31, por volta de um minuto após seu último contato.
As conclusões do comitê foram as seguintes: devido a mudanças no ambiente atmosférico durante o voo (os detalhes não foram especificados) a tripulação realizou uma manobra abrupta que resultou num giro. Apesar das tentativas da tripulação em restabelecer a posição horizontal do motor, a aeronave colidiu com o chão, assim resultando na morte dos pilotos. Não foram encontradas deficiências ou erros no material técnico. A análise química nos restos mortais dos pilotos não encontraram nenhuma substância externa.

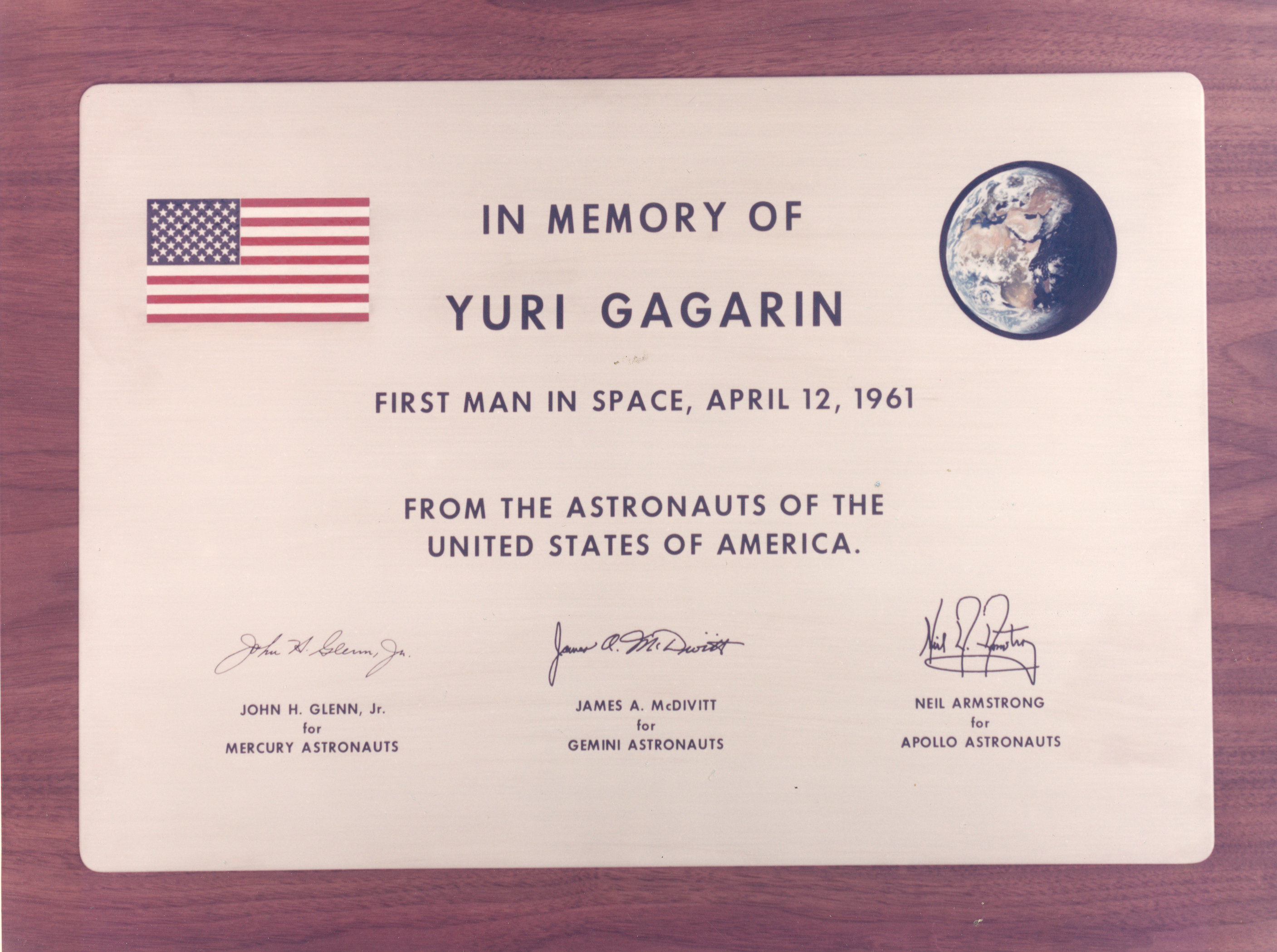
Placa memorial para Iuri Gagarin. Dedicado ao chefe do "Centro de Treinamento de Astronautas I.A. Gagarin" de um representante da NASA, com data de 21 de janeiro de 1971.

Um comitê da KGB realizou uma investigação separada, com o objetivo de provar, de acordo com "seu jeito" se qualquer conspiração, terrorismo ou mal intenção existiu. O relatório da KGB, liberado ao público em março de 2003, desaprovou várias teorias da conspiração e indicou que o pessoal da base aérea como aqueles que contribuíram com o acidente. O relatório declarou que um controlador do tráfico aéreo passou informações climáticas desatualizadas para Gagarin e que na hora do voo, as condições haviam deteriorado de forma significante. A equipe de solo também deixou os tanques de combustíveis externos conectados na aeronave. As atividades planejadas para Gagarin precisavam de um clima limpo e nenhum tanque externo. A investigação concluiu que a aeronave do Gagarin entrou num parafuso, seja devido por um impacto com aves ou uma reação para evitar outra aeronave. Devido a um relatório climático desatualizado, a tripulação acreditou que sua altitude era maior que a realidade e não puderam reagir corretamente para tirarem o MiG-15 do parafuso. Outra teoria, exposta em 2005 por um investigador original, levantou a hipótese de que a entrada de ar na cabine foi acidentalmente deixada aberta pela tripulação ou por outro piloto, causando asfixia, assim deixando a tripulação incapaz de controlar a aeronave. Uma teoria parecida, publicada na revista Air & Space diz que a tripulação detectou a entrada de ar aberta e seguiram os procedimentos, executando um mergulho rápido até uma altitude inferior. O mergulho causou a perda da consciência e o impacto.
No quinquagésimo aniversário do voo do Gagarin o governo liberou diversos documentos secretos com as conclusões sobre as causas possíveis de sua morte. Os documentos revelavam que a conclusão original da comissão foi que Gagarin ou Seryogin realizaram uma manobra brusca, com o objetivo de evitar uma colisão com um balão climático ou evitar "entrar no limite superior da primeira camada da cobertura das nuvens", fazendo com que a aeronave entrasse "num regime de voo super crítico e no seu estol em condições meteorológicas complexas".
Já que a versão oficial e as provas factuais não são conhecidas, várias teorias da conspiração e especulações foram publicadas sobre o acidente. O evento é debatido ainda hoje e já várias especulações sobre suas causas, como uma em que Gagarin teria morrido em outro acidente devido a motivos políticos profundamente envolvidos Para comparação, há teorias de que a morte do Gagarin tenha sido ordenada por Leonid Brezhnev, por suposta inveja da popularidade do cosmonauta.

### Versões alternativas
Alexei Leonov, que participou da Comissão Estatal criada para investigar a morte do Gagarin, estava realizando lições de paraquedismo naquele dia e ouviu "duas explosões à distância". Ele acredita que um Sukhoi Su-15 voava abaixo da sua altitude mínima e, "sem perceber devido as péssimas condições climáticas, ele passou a cerca de 10 ou 20 metros do avião com Iuri e Seryogin enquanto passava pela barreira do som". A turbulência resultante teria jogado o MiG-15UTI num giro descontrolado. Leonov disse que a primeira explosão que ele ouviu foi a de um jato quebrando a barreira do som e a segunda foi a do avião do Gagarin se acidentando. Numa entrevista em junho de 2013 com o canal russo RT, Leonov disse que um relatório sobre o acidente confirmava a presença de outra aeronave, um Su-15 "não autorizado" voando pela área. Entretanto, como condição para poder discutir o relatório recentemente liberado, Leonov não podia revelar o nome do piloto do Su-15, que tinha 80 anos de idade e uma péssima condição de saúde em 2013.
De acordo com o Chefe do Centro de Treinamento de Cosmonautas entre 1963-1977, N.F. Kuznetsov, Seryogin não se sentia bem na época: ele vomitava e reclamava de dores no coração. Durante a execução de uma manobra, seu estado de saúde decaiu: obviamente, ele infartou, no processo soltando o cinto de segurança e o suporte do paraquedas. Gagarin, enquanto pilotava, não imediatamente percebeu o estado de saúde do instrutor. O corpo de Seryogin, solto no cockpit, tirou alguns controles da posição neutra e bloqueou outros. Iuri não abandonou seu amigo ao escolher não ejetar. Ele lutou até o fim e por quase 10 minutos circulou Novosyolovo, tentando reviver Seryogin enquanto pilotava a aeronave. Quando não houve chance de salvá-lo, Iuri junto dele.
A versão de um ex empregado do Instituto de Pesquisa de Operações e Reparos de Equipamentos Aeronáuticos, o Coronel aposentado da Força Aérea Igor Kuznetsov, se tornou conhecida pela mídia nos últimos anos. De acordo com sua análise, uma das válvulas de ventilação poderia ter ficado parcialmente aberta dentro da aeronave. A violação do lacre da cabina só foi percebida numa altitude de 3-4 mil metros. Para evitar asfixia, os pilotos tentaram levar o avião para dois mil metros, como as instruções recomendavam, mas a queda rápida da pressão lhes causou perda de consciência. Por vários motivos outros especialistas questionam essa teoria, como por exemplo:
- É improvável que tais pilotos experientes fossem entrar em pânico. Gagarin sofreu acidentes bem mais sérios, e Seryogin ainda mais;
- A despressurização nessa altitude não é um caso especial durante o voo e não ameaça a tripulação. Durante a 2ª Guerra Mundial, supostamente os pilotos mergulhavam em aeronaves não pressurizadas de altitudes de 4,000m até perto da superfície da Terra, sem sofrerem nenhum problema de saúde.[40]

De acordo com o relato do cosmonauta Vladimir Aksyonov: no dia da morte de Iuri Gagarin, 27 de março de 1968, Aksyonov passou por um exame médico pré-voo junto de Gagarin na base aérea, mas veio a voar noutro avião focado em treino de micro-gravidade. Sua versão lembra que Gagarin e Seryogin cometeram um erro em condições climáticas difíceis, falhando em se orientarem, o que levou à queda da aeronave. O piloto-cosmonauta clarifica que as condições climáticas do dia do acidente eram complicadas, mas aceitáveis para missões de voo. "A nebulosidade do dia era incomum: a parte inferior da cobertura das nuvens estava a cerca de 600 metros acima do solo. Então, até uma altitude de 4 mil metros, as nuvens eram densas, com poucos lugares limpos. Não haviam nuvens na parte superior: céu limpo e boa visibilidade. Até vimos imagens da parte superior tiradas por um avião meteorológico".
De acordo com Aksyonov, a última mensagem do MiG foi transmitida ao final das atividades da tripulação, a cerca de 4 quilômetros de altitude.
Aksyonov acredita que os pilotos provavelmente realizaram sua última transmissão após deixaram a última altitude, numa baia velocidade e num voo calmo, mas numa altitude relativamente alta. Depois disso, tiveram de realizar uma redução significativa, onde então se prepararam para passarem pela última camada de nuvens.
- De acordo com E.A. Shersher, ao usar os resultados de sua pesquisa como base, concluiu que a causa provavel do desastre foi a colição da aeronave com o chão, que veio a resultar num mergulho enquanto realizavam acrobacias não previstas no plano de voo. A catástrofe foi facilidada por uma situação meteorológica complexa (várias camadas de nuvens com um limite inferior de cerca de 600 metros), várias violações dos requirimentos do Manual de Operações de Voo e do Curso de Treinamento de Aviação de Caças.[43]

### Teorias da conspiração
- De acordo com rumores conhecidos, Gagarin e Seryogin tomaram uma garrafa de vodca antes do voo. De acordo com a investigção oficial isso não é o caso, pois não fora registrado álcool no sangue dos pilotos.[44][45]
- Noutro rumor Gagarin teria entrado em conflito com a liderança da União Soviética.[46] Depois disso, de acordo com algumas versões, sua morte foi organizada; de acordo com outras - o desastre oficialmente declarado foi uma falsificação e Gagarin foi preso pelos serviços especiais e após uma cirurgia plástica em seu rosto, foi colocado em um hospital psiquiátrico em alguma província.[47][48]
- Há uma versão na qual Gagarin forjou sua morte e depois ele viveu por vários anos usando um pseudônimo numa vila no Oblast de Orenburg, onde ele teria vindo a falecer num acidente de caça depois de idoso.[49][50]

Estas são apenas algumas das várias teorias conspiratórias sobre a morte de Iuri Gagarin.